# Csebény, Baranya
Csebény este un sat în districtul Szigetvár, județul Baranya, Ungaria, având o populație de 93 de locuitori (2011). 

## Demografie
Componența etnică a satului Csebény
     Maghiari (82,24%)
     Romi (14,95%)
     Necunoscut (2,8%)
     Alții (2,8%)
Componența confesională a satului Csebény
     Fără religie (13,98%)
     Reformați (4,3%)
     Necunoscută (81,72%)
Conform recensământului din 2011, satul Csebény avea 93 de locuitori. Din punct de vedere etnic, majoritatea locuitorilor (82,24%) erau maghiari, cu o minoritate de romi (14,95%). Apartenența etnică nu este cunoscută în cazul a 2,8% din locuitori. Nu există o religie majoritară, locuitorii fiind persoane fără religie (13,98%) și reformați (4,3%). Pentru 81,72% din locuitori nu este cunoscută apartenența confesională.